# イアン・ポコック
イアン・ポコック（Ian Pocock、1958年8月16日 - ）は、イギリス出身のエンジニア。

## 人物
1983年 - 1986年、ウェールズ大学で工学を学び学士、1987年 - 1990年、クランフィールド工科大学で機械工学を学び博士号を取得。
自動車業界に前職があったことからか、遅咲きの学生ではあった。
1987年、ポコックはクランフィールドの学生の時からベネトンのロリー・バーンの率いる設計チームへのコンサルタントエンジニアだった。 
1990年、32歳で博士号を取得し、レイナードに入社。ロリー・バーンを雇用してスタートしたF1プロジェクトで開発エンジニアとして働く。 
1991年、リジェでフランク・ダーニー設計のJS35の開発エンジニア。
1992年から1996年、フェラーリが英国サリーシャルフォードに設けたフェラーリ・デザイン・アンド・デベロップメント(FDD)のジョン・バーナードの設計チームで4季にわたるフェラーリF1マシンのデザインを支援(412T1、412T2、F310、F310B)。
1994年から1997年、412T1の納車に合わせて英国からマラネッロのチームのレースに帯同してシャーシ研究開発(R&D)の責任者。
1998年、イタリアに拠点を定めて活動していたジャン＝クロード・ミジョー、ハーベイ・ポスルスウェイトが親交のあるジャンパオロ・ダラーラを巻き込んで進行させていたティレルの設計製造部門の生き残りプロジェクトに関係し、1999年春のHRDのテスト走行ではホンダ・RA099のビークル・サイエンスの責任者を務める。
ポコックはイタリア語に堪能で、フォードに7年間携わり、Piリサーチでエンジニアリングディレクターを務めたというが、同社は1986年のトニー・パーネルによる設立で、1999年のフォードによる買収を受けた、後のコスワースのエレクトロニクス部門で、データロガー、エンジンコントロールユニットのトップメーカー。
1999年10月から2001年7月、Piリサーチのプログラムマネージャーとして、フォード・ラリーカーエレクトロニクス・プログラムを管理。
2001年7月から2003年3月、Piリサーチのエンジニアリングディレクター。
2003年3月、ジャガーF1のエンジニアリングディレクター。HRDのテストで一緒だったベン・アガザンジェロウも合流している。
チームがレッドブルに買収された後、レッドブル・レーシングのエンジニアリング部門(RBRH)にとどまり、2005年9月まで、譲渡後の引継ぎを担当する。
レッドブル離脱後、ポコックは2004年11月7日に設立された米国系資本のCosworth Ltd.で、2005年9月から2006年11月までエンジニアリングディレクターを務める。
2007年2月 - 2009年8月、英国政府ビジネスユニットに関連して、オーガスタウェストランドヘリコプター(現レオナルド・ヘリコプター)のプログラム管理に携わり、2009年8月から2010年10月、ポーツマスにあるセレックス・ コミュニケーションズでプログラム・マネージャー。
2010年10月 - 2020年12月、ポーツマスのボーイング・エアロスペースでプログラム・マネージャーとして10年以上勤務。
ジャガーF1以降、RBRH、オーガスタウェストランドヘリコプター、ボーイング・エアロスペースでの職歴は、デビッド・ピッチフォースとその時期に重なっている。